# PPME1
PPME1 (англ. Protein phosphatase methylesterase 1) – білок, який кодується однойменним геном, розташованим у людей на 11-й хромосомі. Довжина поліпептидного ланцюга білка становить 386 амінокислот, а молекулярна маса — 42 315.
| 10         |  | 20         |  | 30         |  | 40         |  | 50         |
| ---------- |  | ---------- |  | ---------- |  | ---------- |  | ---------- |
| MSALEKSMHL |  | GRLPSRPPLP |  | GSGGSQSGAK |  | MRMGPGRKRD |  | FSPVPWSQYF |
| ESMEDVEVEN |  | ETGKDTFRVY |  | KSGSEGPVLL |  | LLHGGGHSAL |  | SWAVFTAAII |
| SRVQCRIVAL |  | DLRSHGETKV |  | KNPEDLSAET |  | MAKDVGNVVE |  | AMYGDLPPPI |
| MLIGHSMGGA |  | IAVHTASSNL |  | VPSLLGLCMI |  | DVVEGTAMDA |  | LNSMQNFLRG |
| RPKTFKSLEN |  | AIEWSVKSGQ |  | IRNLESARVS |  | MVGQVKQCEG |  | ITSPEGSKSI |
| VEGIIEEEEE |  | DEEGSESISK |  | RKKEDDMETK |  | KDHPYTWRIE |  | LAKTEKYWDG |
| WFRGLSNLFL |  | SCPIPKLLLL |  | AGVDRLDKDL |  | TIGQMQGKFQ |  | MQVLPQCGHA |
| VHEDAPDKVA |  | EAVATFLIRH |  | RFAEPIGGFQ |  | CVFPGC     |  |            |

A: Аланін

C: Цистеїн

D: Аспарагінова кислота

E: Глутамінова кислота

F: Фенілаланін

G: Гліцин

H: Гістидин

I: Ізолейцин

K: Лізин

L: Лейцин

M: Метіонін

N: Аспарагін

P: Пролін

Q: Глутамін

R: Аргінін

S: Серин

T: Треонін

V: Валін

W: Триптофан

Кодований геном білок за функціями належить до гідролаз, серинових естераз, фосфопротеїнів. 
Задіяний у таких біологічних процесах, як альтернативний сплайсинг, метилювання. 